# Från Algers hamn
Från Algers hamn är en akvarellmålning av Anders Zorn. Den målades 1887 och ingår i samlingarna på Prins Eugens Waldemarsudde i Stockholm.  
Orienten lockade Zorn alltsedan hans besök i Tanger som 22-åring. På nyåret 1887 reste paret Zorn till Nordafrika och tillbringade vintern i Alger tillsammans med konstnärsvännen Robert Thegerström. Vid den tiden fanns ett utbrett intresse för orientalism och kung Oscar II hade beställt en tavla med motiv från Alger av Zorn. I hans minnesanteckningar förklarade Zorn att han bestämt sig för att måla de "arabkvinnor som brukade komma till en präst nere vid hamnen för att bli välsignande. Då gick de ofta ner till vattnet några trappsteg och tog bort slöjan från ansiktet om de ej visste sig observerade. En sådan scen valde jag att måla, gjorde studier där nere av hamnen med Alger i bakgrunden". Han hade svårt att få tillgång till modeller och de två avbildade kvinnorna målades i det hus han och Thegerström hyrde. Oscar II var dock inte särskilt nöjd med tavlan och skänkte den till sin son prins Eugen i vars hem på Waldemarsudde den är utställd än idag.  
De två algeriska kvinnorna bär traditionell dräkt, den ena har lättat på slöjan, medan de andra förskräckt skyler ansiktet och kroppen när hon ser en man närma sig i en båt. Zorn var berömd för sin förmåga att avbilda vattenytans ljusreflexer (jämför till exempel Kaikroddare och Reflexer). I bakgrunden höjer sig staden ur diset. Målningen har en begränsad färgpalett och Zorn är tydligt påverkad av impressionismens valörmåleri.  